# Pierrefonds (Oise)
Pierrefonds – miejscowość i gmina we Francji, w regionie Hauts-de-France, w departamencie Oise.
Według danych na rok 1990 gminę zamieszkiwało 1548 osób, a gęstość zaludnienia wynosiła 69 osób/km² (wśród 2293 gmin Pikardii Pierrefonds plasuje się na 177. miejscu pod względem liczby ludności, natomiast pod względem powierzchni na miejscu 60.).
Eugène Viollet-le-Duc zrekonstruował w XIX w. zamek w Pierrefonds, w którym powstały filmy Goście, Joanna d'Arc oraz Przygody Merlina.